# Alpine Skiweltmeisterschaften 1933
Die 3. Alpinen Skiweltmeisterschaften fanden vom 6. bis 10. Februar 1933 in Innsbruck in Österreich statt. Die Rennpisten befinden sich am Glungezer (Abfahrt) und in der Seegrube unterhalb der Hafelekarspitze (Slalom). Zu ihrer Zeit wurden die Wettkämpfe als FIS-Meisterschaften oder einfach FIS-Rennen bezeichnet, erst ab 1937 trugen die Veranstaltungen offiziell den Titel Weltmeisterschaften. Gleichzeitig fanden auch die Nordischen Skiweltmeisterschaften am selben Ort statt.

## Männer

### Abfahrt
| Platz | Sportler          | Land               | Zeit       |
| ----- | ----------------- | ------------------ | ---------- |
| 1     | Walter Prager     | Schweiz            | 5:07,0 min |
| 2     | David Zogg        | Schweiz            | 5:08,2 min |
| 3     | Hans Hauser       | Österreich         | 5:09,0 min |
| 4     | Fritz Steuri II   | Schweiz            | 5:13,8 min |
| 5     | Otto Furrer       | Schweiz            | 5:16,6 min |
| 6     | Friedl Pfeifer    | Österreich         | 5:17,2 min |
| 7     | Franz Zingerle    | Österreich         | 5:21,0 min |
| 8     | Friedl Wolfgang   | Österreich         | 5:27,6 min |
| 9     | Ernst Feuz        | Schweiz            | 5:30,8 min |
| 10    | Toni Seelos       | Österreich         | 5:32,6 min |
| 10    | Sisto Gillarduzzi | Königreich Italien | 5:32,6 min |

Datum: Mittwoch, 8. Februar 1933
Strecke: Pfriemesköpfl – Mutterer Alm – Steilhang Hasental – Nockhofwiesen – Lärchenwald – Mutters; Länge: 4430 m, Höhenunterschied: 1000 m
Teilnehmer: 64 Skiläufer gestartet; 63 gewertet; Teilnehmer von 14 Skiverbänden aus 13 Ländern.

### Slalom
| Platz | Sportler          | Land            | Zeit       |
| ----- | ----------------- | --------------- | ---------- |
| 1     | Toni Seelos       | Österreich      | 2:29,9 min |
| 2     | Gustav Lantschner | Österreich      | 2:39,8 min |
| 3     | Fritz Steuri II   | Schweiz         | 2:40,7 min |
| 4     | Otto Furrer       | Schweiz         | 2:41,1 min |
| 5     | Friedl Däuber     | Deutsches Reich | 2:44,0 min |
| 6     | Ernst Feuz        | Schweiz         | 2:47,0 min |
| 7     | Friedl Wolfgang   | Österreich      | 2:49,2 min |
| 8     | Friedl Pfeifer    | Österreich      | 2:51,5 min |
| 9     | Anton Bader       | Deutsches Reich | 2:54,6 min |
| 10    | David Zogg        | Schweiz         | 2:54,8 min |

Datum: Donnerstag, 9. Februar 1933; Start: 10:00 Uhr MEZ
Strecke: Seegrube; Länge: 400 m; Gefälle: 180 m; Tore: 23;
Kurssetzer: 1. Lauf: Hannes Schneider (AUT); 2. Lauf: Werner Salvisberg (AUT)
Teilnehmer: 50 gestartet; 49 gewertet; Teilnehmer von 14 Skiverbänden aus 13 Ländern.

### Alpine Kombination
| Platz | Sportler          | Land            | Punkte |
| ----- | ----------------- | --------------- | ------ |
| 1     | Toni Seelos       | Österreich      | 96,15  |
| 2     | Fritz Steuri II   | Schweiz         | 95,58  |
| 3     | Otto Furrer       | Schweiz         | 95,02  |
| 4     | David Zogg        | Schweiz         | 92,69  |
| 5     | Gustav Lantschner | Österreich      | 92,33  |
| 6     | Friedl Pfeifer    | Österreich      | 92,11  |
| 7     | Friedl Däuber     | Deutsches Reich | 91,54  |
| 8     | Ernst Feuz        | Schweiz         | 91,29  |
| 9     | Friedl Wolfgang   | Österreich      | 91,16  |
| 10    | Walter Prager     | Schweiz         | 90,73  |

Datum: Mittwoch, 8. und Donnerstag, 9. Februar 1933;
Strecke: Abfahrt: Pfriemesköpfl; Slalom Seegrube;
Teilnehmer: 64 gestartet; 49 gewertet; Teilnehmer von 14 Skiverbänden aus 13 Ländern.

## Frauen

### Abfahrt
| Platz | Sportler                  | Land                   | Zeit       |
| ----- | ------------------------- | ---------------------- | ---------- |
| 1     | Inge Wersin-Lantschner    | Österreich             | 6:49,4 min |
| 2     | Nini Zogg                 | Schweiz                | 7:10,0 min |
| 3     | Gerda Paumgarten          | Österreich             | 7:36,2 min |
| 4     | Paula Wiesinger           | Königreich Italien     | 7:36,6 min |
| 5     | Jeanette Kessler          | Vereinigtes Königreich | 7:50,0 min |
| 6     | Hadwig Pfeifer-Lantschner | Österreich             | 8:05,0 min |
| 7     | Dorothy Crewdson          | Vereinigtes Königreich | 8:13,2 min |
| 8     | Helen Boughton-Leigh      | Vereinigtes Königreich | 8:27,4 min |
| 9     | Lotte Bader               | Deutsches Reich        | 8:31,6 min |
| 10    | Emmy Ripper               | Österreich             | 8:34,0 min |

Datum: Mittwoch, 8. Februar 1933
Strecke: Pfriemesköpfl – Mutterer Alm – Steilhang Hasental – Nockhofwiesen – Lärchenwald – Mutters; Länge: 4430 m, Höhenunterschied: 1000 m
Teilnehmer: 30 gestartet; 30 gewertet; Teilnehmer aus 8 Ländern.
Die Australierin Honnor Mitchel hatte sich bei einem Sturz im Training bei der Abfahrt von der Nordkette einen Fuß gebrochen und konnte nicht an den Start gehen. Sie verfolgte die beiden Abfahrtsrennen unweit des Zieles beim Gasthof Lärchenhof, mit ihrem gebrochenen Bein sorgsam in ein Kraftfahrzeug gebettet.

### Slalom
| Platz | Sportler               | Land                   | Zeit       |
| ----- | ---------------------- | ---------------------- | ---------- |
| 1     | Inge Wersin-Lantschner | Österreich             | 2:10,4 min |
| 2     | Helen Boughton-Leigh   | Vereinigtes Königreich | 2:18,1 min |
| 3     | Helene Zingg           | Schweiz                | 2:23,6 min |
| 4     | Jeanette Kessler       | Vereinigtes Königreich | 2:24,4 min |
| 5     | Rösli Streiff          | Schweiz                | 2:27,1 min |
| 6     | Gerda Paumgarten       | Österreich             | 2:27,8 min |
| 7     | Hilda Sturm            | Deutsches Reich        | 2:30,0 min |
| 8     | Ruth Gründler          | Deutsches Reich        | 2:37,8 min |
| 9     | Ella Maillart          | Schweiz                | 2:39,0 min |
| 10    | Herma Jarosz-Szabo     | Österreich             | 2:40,0 min |

Datum: Freitag, 10. Februar 1933
Strecke: Seegrube/Hafelekar; Länge: 400 m; Gefälle: 180 m;
Kurssetzer: 1. Lauf: Hannes Schneider (AUT); 2. Lauf: Werner Salvisberg (AUT)
Teilnehmer: 30 gestartet; 30 gewertet; Teilnehmer aus 8 Ländern.

### Alpine Kombination
| Platz | Sportler               | Land                   | Punkte  |
| ----- | ---------------------- | ---------------------- | ------- |
| 1     | Inge Wersin-Lantschner | Österreich             | 100,000 |
| 2     | Gerda Paumgarten       | Österreich             | 88,965  |
| 3     | Jeanette Kessler       | Vereinigtes Königreich | 88,690  |
| 4     | Helen Boughton-Leigh   | Vereinigtes Königreich | 87,540  |
| 5     | Nini Zogg              | Schweiz                | 86,355  |
| 6     | Hilda Sturm            | Deutsches Reich        | 83,210  |
| 7     | Helene Zingg           | Schweiz                | 82,305  |
| 8     | Rösli Streiff          | Schweiz                | 80,495  |
| 9     | Dorothy Crewdson       | Vereinigtes Königreich | 80,423  |
| 10    | Wendy Tarbutt          | Vereinigtes Königreich | 79,680  |

Datum: Mittwoch, 8. und Freitag, 10. Februar 1933
Strecke: Abfahrt: Pfriemesköpfl; Slalom: Seegrube/Hafelekar;
Teilnehmer: 30 gestartet; 26 gewertet; Teilnehmer aus 8 Ländern.

## Weiterer Wettbewerb

### Spezialabfahrt (Lange Abfahrt)
| Platz | Sportler          | Land       | Zeit        |
| ----- | ----------------- | ---------- | ----------- |
| 1     | Hans Hauser       | Österreich | 18:05,6 min |
| 2     | Gustav Lantschner | Österreich | 18:07,0 min |
| 3     | David Zogg        | Schweiz    | 18:13,2 min |
| 4     | Franz Zingerle    | Österreich | 18:49,6 min |
| 5     | Ernst Feuz        | Schweiz    | 18:49,6 min |
| 6     | Toni Seelos       | Österreich | 19:04,8 min |
| 7     | Leo Gasperl       | Österreich | 19:11,6 min |
| 8     | Friedl Pfeifer    | Österreich | 19:22,6 min |
| 9     | Hans Nöbl         | Österreich | 19:30,8 min |
| 10    | Karl Graf         | Schweiz    | 19:33,2 min |

Datum: Mittwoch, 8. Februar 1933
Strecke: Glungezergipfel; Länge 14 km; Gefälle: 2000 m
Teilnehmer: 94 gestartet; 93 gewertet; Teilnehmer aus 12 Ländern.
Die Spezialabfahrt – auch „lange Abfahrt“ genannt – wurde in den österreichischen Medien als der Hauptwettbewerb dieser FIS-Rennen gewertet, unbesehen der Tatsache, dass das Rennen nicht zum offiziellen Rennprogramm der FIS zählte.
Eine Spezialabfahrt für Frauen wurde in diesem Jahr nicht ausgeschrieben.

## Medaillenspiegel
Der Medaillenspiegel gibt die moderne Sichtweise wieder. In den heute zu den Weltmeisterschaften zählenden FIS-Rennen wurde hingegen lediglich der Gewinner der alpinen Kombination als FIS-Sieger bzw. FIS-Siegerin geehrt, für die Kombinationsabfahrt und den Kombinationsslalom gab es keinen FIS-Titel; diese werden erst im Nachhinein als eigene Wettbewerbe behandelt. Darüber hinaus gab es damals noch keine offizielle Unterscheidung in alpine und nordische Skiweltmeisterschaften, so dass in den 1920er und 1930er Jahren die Erfolge bei FIS-Rennen bzw. FIS-Skiweltmeisterschaften in den alpinen und nordischen Disziplinen gemeinsam gezählt wurden.
| Platz | Land                   | Gold | Silber | Bronze | Gesamt |
| ----- | ---------------------- | ---- | ------ | ------ | ------ |
| 1     | Österreich             | 5    | 2      | 2      | 9      |
| 2     | Schweiz                | 1    | 3      | 3      | 7      |
| 3     | Vereinigtes Königreich | -    | 1      | 1      | 2      |